# Río Angasmayo
Río Angasmayo är ett vattendrag i Colombia.   Det ligger i departementet Nariño, i den sydvästra delen av landet, 600 km sydväst om huvudstaden Bogotá.